# Fernandezia
Fernandezia es un  género de unas 10 especies monopodiales epífitas con plantas pequeñas de orquídeas. Estas orquídeas  se localizan en Centroamérica y en Suramérica en los Andes.

## Descripción
El género Fernandezia está formado por unas 9 especies de orquídeas monopodiales epífitas monopodial con hojas dípticas. Son unas plantas diminutas que, en contraste, producen  una inflorescencia grande con una floración abundante y espectacular en colorido.
Las flores de un color brillante, se producen de una en una o en sucesión. Tienen los sépalos y pétalos libres, teniendo un labelo saculiforme en la base. La columna es amplia y alada abraza al callo del labelo. Tiene 2 polinia con caudiculas que son más largas que la estípite que en un giro está unida al viscidio.
Las Fernandezias son unas ramitas de epífitas con unas preferencias muy estrechas en cuanto a temperaturas frescas, luz moderada, buena humedad y movimiento de aire. Se desarrollan mejor si se instalan como epífitas en un sitio elevado.

## Distribución y hábitat
Estas orquídeas epífitas que se encuentran en Centroamérica y en Suramérica en los Andes en alturas de 2500 a 3200 m en bosques de nieblas húmedos.

## Etimología
El nombre Fernandezia (Io.), nombrada de este modo en honor del  doctor Gregorio García Fernández un botánico español.  
 Sinónimos: 

- Nasonia Lindley (1844)
- Centropetalum Lindley.

## Especies deFernandezia
- Fernandezia aurantiaca  Senghas (2003)
- Fernandezia hartwegii  (Rchb.f.) Garay & Dunst. (1972)
- Fernandezia ionanthera  (Rchb.f. & Warsz.) Schltr. (1920)
- Fernandezia lanceolata  (L.O.Williams) Garay & Dunst. (1972)
- Fernandezia maculata  Garay & Dunst. (1972)
- Fernandezia myrtillus  (Rchb.f.) Garay & Dunst. (1972)
- Fernandezia nigrosignata  (Kraenzl.) Garay & Dunst. (1972)
- Fernandezia sanguinea  (Lindl.) Garay & Dunst. (1972)
- Fernandezia subbiflora  Ruiz & Pav. (1798)
- Fernandezia tica  Mora-Ret. & García Castro (1993)